# Avstro-ogrsko vojno letalstvo
Cesarske in kraljeve letalske čete ali Avstro-ogrsko vojno letalstvo (izvirno nemško Kaiserliche und Königliche Luftfahrtruppen ali K.u.K. Luftfahrtruppen) je bilo vojno letalstvo Avstro-ogrske monarhije vse do njenega propada leta 1918. Med 1. svetovno vojno so akcijo videli na Vzhodni fronti in pravtako na italijanski fronti.

## Začetki
Letalstvo je leta 1893 pričelo kot balonski korpus (izvirno nemško Militär-Aeronautische Anstalt) in pozneje leta 1912 so bili reorganizirani pod poveljstvom majorja Emila Uzelaca. Letalstvo je ostalo pod njegovim poveljstvom vse do konca vojne leta 1918. Prvi letalski častniki so bili zasebni piloti brez predhodnega usposabljanja vojaškega letalstva.

## Prva svetovna vojna (ob mobilizaciji)
Ob izbruhu vojne je letalstvo imelo:
- 10 opazovalnih balonov,
- 85 pilotov in
- 35–40 letal.

Čeprav so bile vse evropske sile nepripravljene za moderno letalsko bojevanje na začetku vojne, je bila Avstro-ogrska ena izmed najbolj prikrajšanih. Razlog za to je bil, da je bilo cesarstvo večinoma tradicionalnega vojaškega in civilnega vodstva z nizko stopnjo industrializacije.
Avstro-ogrski piloti so se večinoma soočali z Ruskim in Italijanskim letalstvom, edinimi sovražniki s katerimi so se bojevali v zraku. Pravtako so se bojevali še z britanskimi eskadroni, ki so služili na italijanski fronti.
John Biggins je napisal znano serijo novel v kateri heroj, Otto Prohaska služi v Avstro-ogrskem letalstvu in mornarici.

## Letala
Letala, ki so jih opremljali s strani letalstvo, so bili kombinacija avstro-ogrskih modelov zgrajenih v cesarstvu, nemški modeli, ki so jih proizvajale avstrijske tovarne (pogosto s spremembami) in letala, ki so bila uvožena iz Nemčije. Te letala so bila:
- Etrich Taube
- Lohner Pfeil
- Fokker A.III
- Hansa-Brandenburg B.I
- Hansa-Brandenburg D.I
- Aviatik D.I
- Albatros D.III
- Phönix D.I
- Fokker D.VII

## Oznake
Ob izbruhu vojne so bile letala svetlo pobarvana v rdečo-belo oznako vzdolž trupa. Te so bile kmalu zavržene, ampak rdeča/bela/rdeča oznaka na repih letala je ostala. Zrakoplovi, ki so jih dobivali iz Nemčije so prispeli že z oznako črnega križa, to pa je bilo uradno sprejeto od 1916. Občasno so nekatera letala obdržala rdečo-belo-rdečo oznako.

## Letalski asi Avstro-ogrskega vojnega letalstva
- Godwin Brumowski (35 zmag)
- Julius Arigi (32 zmag)
- Benno Fiala von Fernbrugg (28 zmag)
- Frank Linke-Crawford (27 zmag)
- Josef Kiss (19 zmag)
- Franz Gräser (18 zmag)
- Eugen Bönsch (16 zmag)
- Stefan Fejes (16 zmag)
- Ernst Strohschneider (15 zmag)
- Adolf Heyrowsky (12 zmag)
- Kurt Gruber (11 zmag)
- Franz Rudorfer (11 zmag)
- Friedrich Navratil (10 zmag)
- Raoul Stojsavljevic (10 zmag)
- Gottfried Freiherr von Banfield (9 zmag)

Za najvišjega asa avstro-ogrskega vojnega letalstva še danes velja Godwin Brumowski.

## Delovanje na območju današnje Slovenije

### Letališča v zaledju soške fronte[1]
Avstroogrska vojska je v zaledju soške fronte zgradila več kot 20 letališč "kopenskega" in "mornariškega" letalstva. Letališči "Gorica 1911–1914" in "Ljubljana (Šiška) 1918–1924" sicer nista bili zgrajeni za namene obrambe ob Soči, vendar predstavljata začetek in konec pionirskega obdobja vojnega letalstva. 
Letališče je v tem obdobju označevala travnata vzletno-pristajalna steza in posebni objekti za varovanje letal, platneni šotori, leseni ali železni hangarji. Letališča so bila postavljena v bližini infrastrukture (ceste ali železnice) in v bližini kraja, ki je dal letališču tudi ime. Pripadniki letalskih enot so se nastanili na letališču in v bližnjem kraju.   
- letališče Gorica 1911–1914
- hidrobaza Trst
- letališče Žavlje
- hidrobaza Pulj
- hidrobaza Kotež
- letališče Ajševica 1915–1916
- letališče Maribor (Tezno) 1915–1918
- letališče Ajdovščina 1916–1918
- letališče Podnanos 1915–1917
- letališče Beljak 1915–1918
- letališče Prosek 1916–1917
- letališče Vipava/Podraga 1916–1917
- letališče Divača 1916–1917
- letališče Sežana 1917
- letališče Log 1917
- letališče Trata 1917
- letališče Logatec 1917
- letališče Bled 1917
- letališče Lesce 1917
- letališče Stražišče pri Kranju 1917
- letališče Ljubljana (v Polju) 1915
- letališče Ljubljana (Šentvid, Bežigrad) 1917
- letališče Brezovica 1917
- letališče Reka 1917–1918
- letališče Ljubljana (Šiška) 1918–1924